# Frederico III de Solms-Baruth
O príncipe Frederico III de Solms-Baruth (25 de Março de 1886 - 12 de Setembro de 1951) foi um filho do príncipe Frederico de Solms-Baruth e marido da princesa Adelaide Luísa de Schleswig-Holstein.